# Albert Webster
Albert Webster (ur. 21 maja 1925 w Derby, zm. 20 czerwca 2010 w Leiston) – brytyjski lekkoatleta, średniodystansowiec.
Podczas igrzysk olimpijskich w Helsinkach (1952) zajął 5. miejsce w finale biegu na 800 metrów.
26 września 1951 w Londynie brytyjska sztafeta 4 x 880 jardów w składzie: Bill Nankeville, Webster, Frank Evans i John Parlett ustanowiła wynikiem 7:30,6 rekord świata w tej konkurencji.
Webster był wicemistrzem Wielkiej Brytanii (AAA) w biegu na 880 jardów w 1952

## Rekordy życiowe
- Bieg na 800 metrów – 1:50,1 (21 lipca 1952, Helsinki)[2]